# Fedoseevca
Fedoseevca (ros. Федосеевка, Fiedosiejewka) – wieś w Mołdawii (Naddniestrzu), w rejonie Grigoriopol, w gminie Carmanova. W 2004 roku liczyła 21 mieszkańców.

## Położenie
Miejscowość znajduje się na lewym brzegu Dniestru, pod faktyczną administracją Naddniestrza, w odległości 27 km od Grigoriopola i 73 km od Kiszyniowa.

## Historia
Wieś została założona w 1921 roku. W okresie sowieckim w miejscowości istniała brygada kołchozu Carmanova, który swoją siedzibę miał w miejscowości Carmanova. Obecnie wieś jest na skraju wyludnienia.

## Demografia
Według danych spisu powszechnego w Naddniestrzu w 2004 roku wieś liczyła 21 mieszkańców, z czego większość, 12 osób, stanowili Ukraińcy.